# Maillot de corps

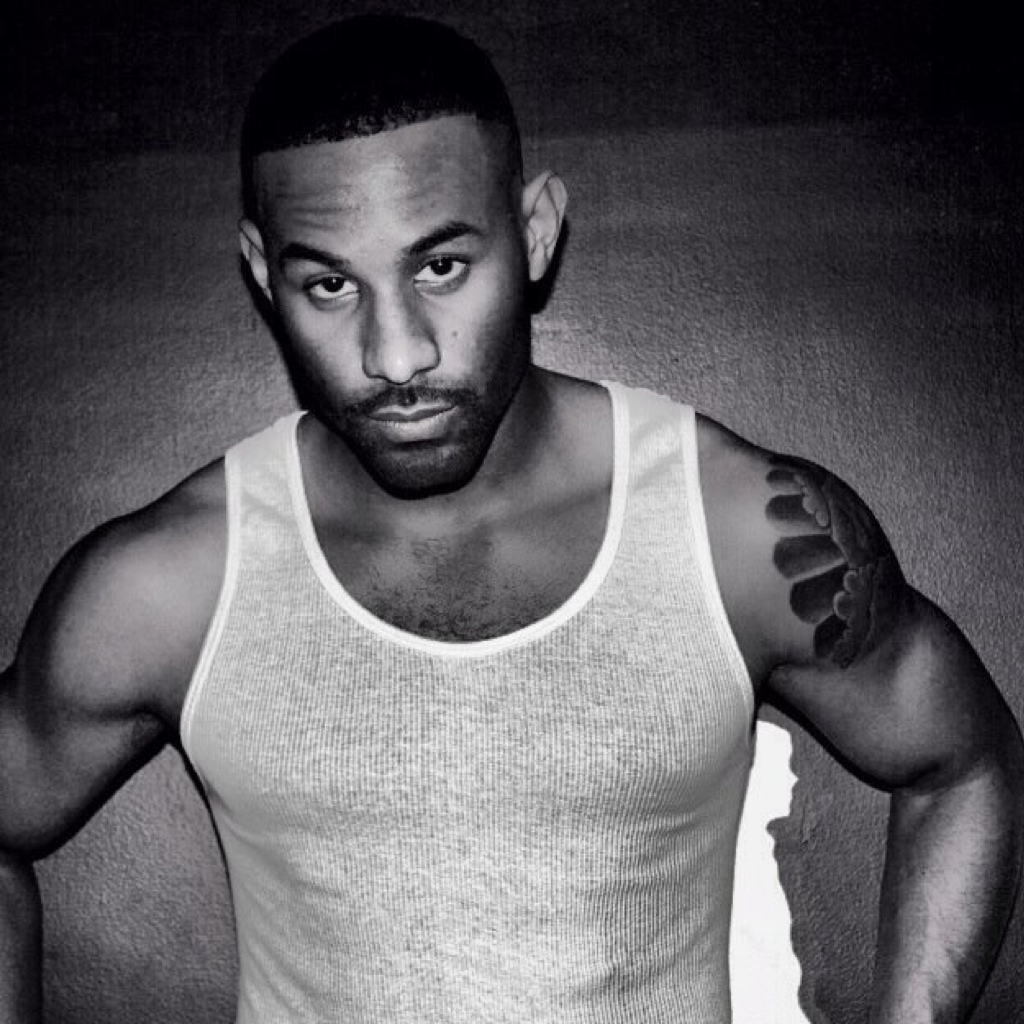
Un homme portant un maillot de corps.

Le maillot de corps, tricot de peau, ou encore tricot de corps est un sous-vêtement en tissu à mailles, couvrant le torse.
Apparu au début du XXe siècle, en 1904, il fut commercialisé, à l'origine pour les célibataires ne sachant pas coudre ou remplacer un bouton. Il se développe avec les avancées technologiques[pas clair] ; il comporte dans un premier temps des manches, qui iront en rétrécissant jusqu'à disparaître sur certains modèles. C'est lors de la Seconde Guerre mondiale que les G.I. popularisent sa forme actuelle et le fait qu'il s'enfile par la tête.
On distingue principalement les formes suivantes :
- le tee-shirt (encolure ras du cou, ou en V),
- le débardeur manches courtes, ou sans manches.